# Rossendorf (Wetterzeube)
Rossendorf, früher auch Roßendorf, Rosendorf, ist ein Ortsteil der Gemeinde Wetterzeube und liegt im Süden des sachsen-anhaltischen Burgenlandkreises.

## Geographie
Rossendorf liegt am Nordhang des 243 m hohen Sachsenberg am Südufer der Weißen Elster, die hier zu Beginn des 17. Jahrhunderts durchgestochen und begradigt wurde. Ein Stück des alten Flussverlaufes ist heute noch als Flächennaturdenkmal "Hufeisen-Altwasser" erhalten und stellt einen wichtigen Bestandteil des Biotopen-Verbundes im Landschaftsschutzgebiet „Aga-Elster-Tal und Zeitzer Forst“ dar. Gleichzeitig bildet das Gebiet den nördlichen Ausläufer der FFH- und EU-Vogelschutzgebiet „Zeitzer Forst“. Am westlichen Ortsrand befindet sich einer der 48 Konfluenzpunkte (12. Längengrad / 51. Breitengrad) in Deutschland.

## Geschichte
Bis 1792 lag Rossendorf im Amt Haynsburg, danach im Amt Zeitz.
Seit Januar 1595 gab es in Rossendorf und Koßweda ein Gemeinschaftliches Erbgericht, das zur Hälfte jeweils den Besitzern von Schloss Crossen und der Herrschaft Droyßig unterstand und seinen Hauptsitz in Koßweda hatte. Dieses Erbgericht war einem Patrimonialgericht gleichgestellt und verfügte über die Gerichtsbarkeit innerhalb der Ortslage in beiden Dörfern. In der Feldflur besaßen die adligen Besitzer von Crossen die Gerichtsbarkeit. 1849 wurde das Gemeinschaftliche Erbgericht aufgehoben und Rossendorf dem Amtsgericht Zeitz unterstellt.